# 岩崎菜穂子
岩崎 菜穂子（いわさき なほこ、1976年1月5日 -）は、福島県出身の空手家。国際空手道連盟 極真会館 世界総極真 NPO法人極真カラテ門馬道場（門馬智幸理事長）所属。総極真空手二段。
1999年（平成11年）に全福島大会で型の部を制し、以降、旧遺族派の全日本大会、型の部優勝に3度輝く。2006年には、オーストラリアでの極真ワールドカップ・マス大山メモリアルチャンピオンシップ型の部で優勝。また、2007年・2008年とマス大山メモリアルカップの型の部を連覇する。

## 主な戦歴
- 2006年 極真ワールドカップ マス大山メモリアルチャンピオンシップ 型の部 優勝
- 2007年 第4回マス大山メモリアルカップ 型の部 優勝 （開催地：BumB東京スポーツ文化館メインアリーナ）
- 2008年 第5回マス大山メモリアルカップ 型の部 優勝 （開催地：BumB東京スポーツ文化館メインアリーナ）
- 2010年 第3回東日本極真空手道「型」選手権大会　準優勝 （開催地：静岡県　グランシップ）
- 2011年 第1回全日本極真空手道「型」選手権大会　一般女子の部　優勝 （開催地：静岡県　グランシップ）
- 2012年 第2回全日本極真空手道「型」選手権大会　一般女子の部　優勝 （開催地：静岡県　グランシップ）
- 2012年 第3回東日本極真空手道選手権大会　組手一般女子シニアの部　準優勝 （開催地：静岡県　グランシップ）
- 2013年 第3回全日本極真空手道「型」選手権大会　一般女子の部　準優勝 （開催地：静岡県　グランシップ）
- 2013年 第4回東日本極真空手道選手権大会　組手一般女子シニアの部　3位 （開催地：静岡県　グランシップ）